# Campo Alegre de Goiás
Pour les articles homonymes, voir Campo Alegre.
Campo Alegre de Goiás est une municipalité brésilienne de l'État de Goiás et la microrégion de Catalão.